# 레오폴트 루지치카
레오폴트 루지치카(슬로바키아어: Leopold Ružička, 영어: Leopold Ruzicka, 1887년 9월 13일 ~ 1976년 9월 26일)는 크로아티아 출생의 스위스 과학자이다.
일생의 대부분을 스위스에서 일했으며 1939년 노벨 화학상을 수상했다. 그는 과학, 약학, 법학에 걸쳐 8번의 명예 박사 학위와 7번의 상과 메달을 수여받았고, 화학과 생화학등의 과학 단체로부터 24번의 명예 회원 자격을 부여받았다.